# Comité Paralímpico Checo
El Comité Paralímpico Checo es el comité paralímpico nacional que representa a la República Checa. Esta organización es la responsable de las actividades deportivas paralímpicas en el país. Es miembro del Comité Paralímpico Internacional y del Comité Paralímpico Europeo.